# Баньоли Ирпино
Баньо̀ли Ирпѝно (на италиански: Bagnoli Irpino; на неаполитански: Bannul', Банулъ) е малко градче и община в Южна Италия, провинция Авелино, регион Кампания. Разположено е на 654 m надморска височина. Населението на общината е 3286 души (към 2010 г.).